# ファミマTカード
ファミマTカード (Famima T Card) は、株式会社ファミリーマート（ファミマ）がカルチュア・コンビニエンス・クラブ株式会社 (CCC) と提携して発行するポイントカードである。クレジット機能付きのカードは、ポケットカード株式会社（吸収合併前：ファミマクレジット株式会社）とも提携している。

## 概要
ファミマが従来から発行していた「ファミマカード」にTポイントサービスを追加することでリニューアルし、2007年11月20日から発行を開始した。なお、ファミマTカード導入前の2007年3月31日までは競合相手のローソンでTポイントサービスが実施されていた。
ファミマクレジットとポケットカード株式会社が2004年2月に資本・業務提携を行って以降は、クレジット機能を有するカードに関してはポケットカードが発行・審査・信用保証を担うようになった。
さらに、2012年4月12日の取締役会において、親会社であるポケットカードにファミマクレジットが吸収合併されることを表明した。その後、システム統合の準備期間を経て2012年9月15日を以て両社は合併し、以降は発行元がポケットカードとなっている。
2025年1月31日をもって新規入会の受付を終了した。

## 種類
ファミマTカードには、次の3種類のカードがある。クレジット機能なしカードおよび、JCBクレジットカードはTマネーのチャージ及び利用ができる。
クレジット機能付きカード発行会社の変更や、他社の共通ポイント制度開始、Tポイント・Tサイト運営のCCCとYahoo!との提携、クレジット機能なしカードの発行対象の拡大、ブランドデビットカードの導入などで当初より諸々の点で制度は大きく変わっている。
ファミリーマートでは2019年7月からスマートフォンアプリを用いた『ファミペイ』サービスを導入するにあたり、クレジットカード以外のカードの新規発行受付を2019年5月31日までに順次終了した。発行済のカードは引き続き利用可能。
2024年4月22日からTポイントが三井住友カードが提供するVポイント（緑のVポイント）との統合が行われ、新たなVポイント（青と黄色のVポイント）にリニューアルされたが、Vポイントが貯まるポイントカードについては発行した各社の判断でカード名称が変更となるため、ファミマTカードについてはカード名称の変更は行われておらず、同日以降に発行されたカードについてもTポイントのマークを引き続き採用している。

### クレジット機能付きカード
ポケットカード株式会社がファミマ及びCCCと提携し発行するクレジットカードである。ファミマ各店以外にJCB加盟店でも利用する事が可能。リボルビング払い専用カードである。
2014年6月までは高校生を除く18歳以上の者は、ファミマTカードを申し込む場合はクレジット機能付きカードへの申込みが前提となっていた。
店内に設置の入会申込書の郵送およびインターネットで申し込める。20歳未満は親権者の同意が必要。審査の結果、クレジットカードの発行ができない場合はクレジット機能なしのカードが発行される場合がある。
当初の発行会社であるファミマクレジットから現在のポケットカードでも、ネット申し込みであれば本人確認資料の提出が不要である（代わりに配送が本人限定郵便(特定事項伝達型)となり、それで代える）。紙の申込書（郵送申し込み）はファミリーマート店頭で受け取るか、ウェブサイトか電話によって請求できる。
2011年11月中旬までは、電子マネーを経由させる事なく、直接ファミリーマート店頭で利用する事ができる唯一の（かつ、クレジットカードが使える他社コンビニチェーンでも利用可能な）クレジットカードであった。2011年11月下旬からは全国のファミリーマート店舗でJCB、VISA、MasterCard、American Express、Diners Clubの5ブランド（加えて一部店舗では、2012年1月中旬より銀聯カードの取り扱いを開始）のクレジットカード支払いができるようになり、ファミリーマートでの優位性はやや薄れる形となっている。

### クレジット機能なしカード
ポイントカードとTマネーのみの機能を有する。2019年5月31日をもって発行受付を終了した。

#### 2014年7月4日まで
2014年7月4日までは18歳未満の者および高校生、または先述のクレジットカードの審査が通らなかった18歳以上の申込者に限りクレジット機能なしのカードが発行されていた。
入会申込みの際、未成年は親権者の同意が必要であったが、クレジットカードでは無いので本人確認書類は不要。申し込みは、ファミリーマート店内にある入会申込書又はファミリーマートHPより入会申込書を請求し、郵送する形となっていた。
このカードにはカードそのものに有効期限があり（券面に会員名とともに刻印がある）、有効期限到来時に新たなカードが発行されていたが、2018年9月1日からはカード刻印の有効期限到来後もそのまま使用可能になった。
また、2014年6月までは有効期限到来時に満18歳以上となった場合は、更新時にクレジット機能付きカードへの切替申込を必要とした。クレジットカードの審査に通らなかった場合は今まで通りクレジット機能なしのファミマTカードが発行されたが、最初からクレジットカード切替の申し込みをしなかった場合は、ファミマTカードではない通常のTカードが発行されていた。

#### 2014年7月5日から2019年5月31日まで
2014年7月5日から2019年5月31日の間は店頭でファミマTカードの即時発行が出来るようになった。ただし、利用者登録を行わない場合、ポイント利用やTマネーなど一部機能が制限される。利用者登録は店頭のFamiポートでもできるが、インターネットで利用者を登録するには、Yahoo! JAPAN IDが必要になる。
このカードにはカードの有効期限が設けられてなく、通常のTカードと同じように会員名を裏面に自署する必要がある。裏面には有効期限を記載する欄があるが、TSUTAYAのレンタル会員登録をした時のみ使用される。
2017年8月1日より、当時のサークルK及びサンクスの店舗でもTポイントサービスが開始されたことにともない、ファミリーマート名店舗と同じカードの配布が開始されていた。

### VISAデビット機能付きキャッシュカード
ジャパンネット銀行（現：PayPay銀行）がファミリーマートとの提携により発行される、VISAデビット機能付きキャッシュカード。ファミリーマートの他、VISA加盟店でも利用可能。
発行には、満15歳以上でジャパンネット銀行の口座開設が必要だった。
導入当初は本カードでもTマネーが利用できたが、2018年10月31日をもってTマネーのサービスを終了している（11月1日以降はTマネーサービスの記載があっても利用不可）。
2018年11月発行分からはVISAのタッチ決済機能の付いたICカードが発行されていたが、ファミリーマート店頭でのタッチ決済は2021年4月6日までは利用できなかった。また、ICチップにはキャッシュカード機能が搭載されていないため、国内ATMでの預金取引は従来通り磁気ストライプでの取引となる。
なお、ファミリーマート店頭には一部店舗を除いてコンビニATMとしてイーネットATM・ゆうちょ銀行ATMのうちいずれかが設置されている。イーネットATMやゆうちょ銀行ATMはジャパンネット銀行と提携しているため、本カードを利用してATMの取引が利用できるが、旧：サークルKサンクス店舗に設置されていたBankTimeはジャパンネット銀行と提携していないため、BankTimeのATMでは本カードを利用しての入出金はできなかった。
2019年5月20日をもって新規発行受付を終了し、2019年9月30日をもってファミリーマートとジャパンネット銀行の提携が終了しており、既存の発行済カードはジャパンネット銀行とTポイントのみの提携カードに変更され、一部サービスが変更となった。
ファミリーマートとの提携終了後も再発行や有効期限到来に伴う更新カード発行時はTカードが付帯されたVISAデビット機能付きキャッシュカードが発行されていたが、2022年8月23日をもってTカード付帯型のVISAデビット機能付きキャッシュカードの発行を終了し、翌日以降は再発行や有効期限到来に伴う更新カード発行時はTカードが付帯されていないPayPay銀行のVISAデビット機能付きキャッシュカードが発行される。これに伴い、Tカード付帯型のVISAデビット機能付きキャッシュカード所有者は8月23日までに別のTカードへポイント移行するか、Yahoo!JAPANのアカウントにVISAデビット機能付きキャッシュカードのTカード番号を登録してモバイルTカードを利用できるように手続きを行うようにアナウンスしており、この手続きを行わないと貯めていたポイントはカード再発行や更新カード発行のタイミングで使用できなくなる。

### 情報について
ファミマTカードに記録された情報は、捜査関係事項照会書により(令状を必要としないで)捜査機関へ提供されることがある。

## 特典
かつてはファミリーマートでファミマTカードを提示すると、次の様な特典を受けられたが、これらのサービスは2019年7月31日までに全て終了した。
- 毎週火曜日及び土曜日を『カードの日』とし、クレジット機能付き・デビット機能付きカード会員は支払い方法に関係なく「ショッピングポイント」が3倍、クレジット・VISAデビット払いでさらに「クレジットポイント」・「VISAデビットポイント」が2倍になる（現在はクレジット機能なしカードは対象外だが、2014年7月4日まではクレジット機能なしカードも対象だった）。以下に記載のファミランクによるポイント特典も併用されるので，会員によっては当該日は200円ごとに最大7ポイント貯まることになる（ファミランクによるショッピングポイント倍増分はさらに3倍にはならない。）。
- クレジット機能付きファミマTカード会員のうち、満25歳以下を対象に、『若者応援ポイント』として、クレジット利用で「クレジットポイント」が2倍になる。プラス分のポイントはレシートに記載されず、利用月の翌々月12日頃に、１ヶ月分まとめて加算される。
- 毎週水曜日を『レディースデー』とし、クレジット機能の有無や支払い方法に関係なく、ファミマTカード会員でお客様情報登録済の女性を対象に「ショッピングポイント」が2倍になる。
- 期間限定で特定の商品が割引価格で購入できる「今お得」を実施しているが、ファミマTカード会員は表示されている価格よりもさらに割引されて購入できる。
  - 「今お得」サービスはファミマTカード会員価格の適用範囲がすべてのTカード会員に拡大される「今お得ワイド」として展開されていたことがあった。
  - また、ファミリーマートへ転換前のam/pmやサークルK、サンクスでもファミリーマートブランドと同じ期間で同じ商品を「今お得」として展開していたが、いずれもTポイントサービス導入前はファミマTカード会員向けの価格は設定されていなかった。
- 上記『カードの日』に、ファミマの商品の一部（おむすび、寿司、弁当、パン、デザート、パスタ類、麺類、カウンターファストフーズ全て）を特定商品として10%引で購入する事ができた（2010年2月27日終了）。
- クレジット決済によりクレジットポイントが3倍になった（カード代金請求時に付与。2010年2月27日終了）。
- 毎月20日には『大人の日』として、満50歳以上のファミマTカード会員に対して「ショッピングポイント」が2倍になった。さらに、大人の日がカードの日と合致した場合は「ショッピングポイント」は4倍になった[9]（2014年6月20日終了[10]）。

## ポイント

### 貯める
ファミマTカードを利用する事によって、CCCが運営するポイントサービス「Tポイント」を貯める事が出来る。

#### ファミリーマート
ファミマで利用した場合にポイントが貯まる。ポイントは、利用日の3日後に加算される。
ショッピングポイント
ファミマでの会計の際にカードを提示すると、支払方法に拘わらず会計金額200円（税込・値引前）につき1ポイント貯まる。但し、タバコ、切手、葉書、収入印紙、公共料金、電子マネーへのチャージ、スポーツ振興くじ (toto) などはポイントの付与の対象とならない。値引前の会計金額に対して付与されるため、「今お得」によるキャンペーン適用商品や無料商品引換券などのクーポン券による値引きであっても値引前の会計が200円以上であればポイントが付与される。
後述の「ファミランク」導入に伴うサービス内容の見直しに伴い、これまで100円（税込・値引前）につき1ポイントだったポイントレートが、2014年7月5日からはポイントレートが200円（税込・値引前）に引き上げられた。2019年9月4日をもって「ファミランク」は終了したが、ポイントレートの変更はない。
クレジットポイント
ファミマでの会計の際にクレジット機能付きのクレジット払い場合、200円（税込）につき1ポイント貯まる。ファミマTカードiDを利用して支払った場合も同様にクレジットポイントが貯まる。ショッピングポイントの付与対象外となる商品の一部も、クレジットポイントの付与対象となる。
特別ポイント
2019年8月1日開始。ファミリーマート店頭でファミマTカード（クレジットカード）でクレジット決済すると、クレジットポイントとは別に、1ヶ月のファミリーマートでの利用金額200円（税込）につき2ポイント貯まる。特別ポイントはレシートには記載されず、翌月中旬にまとめて付与される。
キャンペーンポイント「Tポイントプラス」
ファミマでキャンペーン商品を購入した場合に貯まる。ファミマTカードだけでなく、すべてのTカードが対象となる。
（廃止されたポイント）
レシートポイント
ファミマでの会計の際にカードと提示すると、支払方法に拘わらず1回の会計（レシート1枚）につき、1ポイント貯まる。1回の会計金額が10円未満であるポイントは貯まらない。また、1日に5ポイント以上は付かないようになっている。2011年2月28日（月）を以って廃止。
ファミリーマートランクアップサービス「ファミランク」
ファミマTカードだけでなく、すべてのTカードを対象に、2014年7月5日に導入された、ファミリーマートでの前月一ヶ月間の購入実績（カウント期間：毎月1日～末日）に応じ、翌月のポイントレートが変動される（倍付け対象期間：翌月5日～翌々月4日）新サービス。購入実績により、「ブロンズランク」（前月実績が～4,999円）：翌月は特典なし（倍付けなし）、「シルバーランク」（前月実績が～14,999円）：翌月は2倍、「ゴールドランク」（前月実績が15,000円～）：翌月は3倍のポイントが与えられる（買物金額200円(税込・値引前)につき）。2019年7月31日をもってカウント期間が終了し、2019年7月分のポイントレートの適用が終了する9月4日をもって終了した。
VISAデビットポイント
ファミリーマート店頭でファミマTカード（VISAデビット付きキャッシュカード）のVISAデビットで決済すると200円（税込）につき1ポイント貯まる。ポイントはレシートに記載され、3日後に付与される。2019年9月30日をもって本サービスは終了し、翌2019年10月1日からは下記VISA加盟店と同様の還元率に変更される。

#### Tポイント提携店（ファミリーマートを除く）
Tポイント提携店でポイントを貯める事が出来る。

#### JCB加盟店
JCB加盟店でファミマTカード(クレジットカード)のクレジット機能を利用して支払うと、会計金額200円（税込）につき1ポイント貯まる。セブン-イレブンやローソン、ミニストップ、デイリーヤマザキなど、JCBカードで決済可能な他チェーン店でも利用可能。ポイントは、利用月の翌月に加算される。
JCB加盟店でクレジット機能を利用した場合、請求金額を200円1ポイントと計算してTポイントが付与されていたが、ポケットカードと吸収合併後に有効となる会員規約には、会計ごとに200円で1ポイントとなるように変更された。

#### VISA加盟店
ファミリーマート以外のVISA加盟店でファミマTカード VISAデビットつきキャッシュカードのデビット機能を利用して支払うと、会計金額500円（税込）につき1ポイント貯まる。セブン-イレブンやローソン、ミニストップ、デイリーヤマザキなど、VISAカードで決済可能な他チェーン店でも利用可能。ポイントは、利用月の翌月15日にまとめて加算される。2019年10月1日からはファミリーマート利用分についても本レートが適用される。
なお、デビットカードの性質上、支払方法は一括払いのみしか指定できず、一部加盟店では利用が出来ない(手書き伝票による決済など)。なお、ジャパンネット銀行ではほかのデビットカードと異なり、ガソリンスタンド・有料道路の料金所・公共料金のデビットカード支払いにも対応しているが、これらの取引によって残高以上の引き落としが発生した場合、預金残高がプラスになるまでデビットカードの取引が制限される。
PayPay銀行のサービス変更に伴い、2022年6月30日迄にデータが到着した決済をもってTポイントの付与が終了する。

#### iD加盟店
iD加盟店でファミマTカードiDを利用して支払うと、会計金額200円（税込）につき1ポイント貯まる。ポイントは、利用月の翌月に加算される。

### 使う
ファミマでの会計の際に1ポイントを1円として利用する事が出来る。但し、ショッピングポイント付与対象外商品の支払や、クレジット払いとの併用する事は出来ない。なお、2010年2月より、ファミマ店頭に限り、totoの購入代金にTポイントを充当可能となった。

## 追加カード・サービス
クレジット機能付きとクレジット機能なしで共通して、次の追加カード・サービスを利用する事が出来る。

### TSUTAYAレンタルサービス
ファミマTカードの有効期限内にTSUTAYA店舗所定の手続を行うことで、TSUTAYAのレンタルサービスを使用することが出来る。TSUTAYAレンタルサービスへの申込みには、TSUTAYA店舗所定の本人確認書類とレンタル利用登録料・年会費等が必要となり、クレジット機能・デビット機能なしカードの場合は登録日から1年間のみ有効となるため、継続して利用するためには1年ごとにレンタル継続手続きが必要になる。

### モバイルTカード
TSUTAYAなどTポイント提携先のアプリやLINEアプリの「マイカード」にファミマTカードが登録されたYahoo! JAPANのアカウントを登録すると、ファミリーマートを含む対象の提携先で、画面に表示されるバーコードを読み込ませるだけでTポイントを貯めることが出来るモバイルTカードのサービスを利用できる。
提携先やアプリによってはTマネーの残高を利用して支払いまですることも可能である。
Yahoo! JAPANのアカウントにファミマTカードの登録がされている場合、ファミリーマート店頭では『今お得』対象商品をファミマTカード会員価格で購入することが出来た。
なお、ファミリーマートのアプリでもモバイルTカードのサービスを利用できたが、「ファミペイ」アプリへのリニューアルに伴い、2019年6月30日をもってファミリーマートアプリでモバイルTカードを利用できなくなったが、2019年11月26日よりファミペイアプリにTカードを登録する事で再度アプリからモバイルTカードが利用できるようになった。
クレジット機能付きの場合は、次の追加カード・サービスを利用する事が出来る。

### ファミマTカードiD
株式会社NTTドコモのiDに対応した「ファミマTカードiD」を利用する事が出来る。ファミリーマート店頭で利用する際には支払いの際に本電子マネーを利用することによって別途カードの提示をすることなくファミマTカードの特典を受けることができる。
サービス開始当初は利用するにはNTTドコモの携帯電話（おサイフケータイ）が必要であったが、Apple Pay対応のデバイス(iPhone・Apple Watchなど)利用者はキャリアに関係なく利用可能となった。
おサイフケータイでの申込は携帯電話からの申込のみ受付対応。ただし、iモードメールに審査結果等の通知がくるため、ドメイン拒否設定をしている場合には解除する必要がある。Apple Payでの利用はApple Payのアプリからクレジット機能付きのファミマTカードを読み込むことで利用が可能になる。

### ETCカード
株式会社ジェーシービー (JCB) と提携し、ETCカードを発行している。年会費は無料。
再発行手数料は、ファミマクレジット時代には630円であったが、発行元がポケットカード株式会社へ変更後は1,050円に変更された。

### プリペイド式電子マネー
JCBカード扱いで、交通系のモバイルSuica・SMART ICOCA・SAPICA、流通系のnanacoに対応。
おサイフケータイや券売機でのチャージは、レジ経由の場合と異なり通常ショッピングに準ずるクレジットポイントが貯まる。

## 限定カード

### 初音ミク・デザインカード
2013年6月11日から2013年11月30日までの期間限定で、初音ミクデザインのファミマTカードが登場した。クレジット機能付きとなしのカードで、異なった初音ミクのデザインとなっている。どちらも、イラストレーターぷちでびる氏によって描かれている。本カードの会員限定の特典として、初音ミクスペシャルアイテムや会員専用イベントへ応募できる。サービス登録料が525円かかる。

## ファミマTカード移行準備
2007年11月20日からTポイントと提携し、ファミマTカードへ移行するために2007年9月をもってファミマカードの新規会員受付は中止された。ファミマカードは2008年10月31日をもって全サービスを終了した。
ファミマTカード発行に伴い、次のような変更が2007年10月1日までに発表された。
- クレジットポイントが、0.5ポイント（200円＝1P）になる。
- ショッピングポイント、レシートポイントについては変更はない（ファミマカード通信10月号より）。
- 火曜日・土曜日の「カードの日」が特定の商品に限り10%引きの特典へ変更。
- TSUTAYA店舗で手続き（有償、要本人確認）をすればレンタル会員証としても使えるようになる。ちなみに、TSUTAYA Wカードと違い、クレジット払いでレンタルをする場合にはサインが必要。
- ファミマポイントはTポイントに移行される（ただし、ファミマカードに引き落とした分は移行されない）

## 旧ファミマカードの相違点
- ポイントを利用するためには「Famiポートを操作して、ファミマカードにポイントを引き落とす手間」があった。なお、ポイントの有効期限に関わらず2008年10月31日をもってファミマTカードによる移行のため全ポイントは全て失効となったため、使い切る必要があった。
- ファミリーマートでの買い物では、クレジットポイントが「100円あたり1ポイント」付いた。
- ファミリーマート以外での買い物では、JCBクレジットポイントが「100円あたり0.3ポイント」付いた。
- 火曜日・土曜日の「カードの日」は「全商品が5%引き」だった。
- キャッシングローンの年利がグレーゾーン（27.8%）であった。
- ICチップが付いていた[19][20]。